# Герхардсбрун
Герхардсбрун (нем. Gerhardsbrunn) — община в Германии, в земле Рейнланд-Пфальц. 
Входит в состав района Кайзерслаутерн. Подчиняется управлению Брухмюльбах-Мизау.  Население составляет 154 человека (на 31 декабря 2010 года). Занимает площадь 10,03 км².